# It's a Heartache
Singles de Bonnie Tyler
Heaven
(1977) Here I Am
(1978)
It's a Heartache est une chanson écrite et composée par Ronnie Scott et Steve Wolfe et interprétée par la chanteuse britannique Bonnie Tyler. Sortie en single en novembre 1977, elle est incluse dans l'album Natural Force publié en mai 1978.
Elle connaît un très grand succès. Avec 6 000 000 d'exemplaires écoulés, c'est une des chansons les plus vendues au monde.
En 1983, avec Total Eclipse of the Heart, Bonnie Tyler vendra au moins autant de singles.
En 2004, la chanteuse enregistre une nouvelle version bilingue (anglais-français) en duo avec Kareen Antonn sous le titre Si tout s'arrête (It's a Heartache). Extrait de l'album Simply Believe, le single est un succès dans plusieurs pays francophones.

## Classements hebdomadaires
| Classement (1978)                      | Meilleure position |
| -------------------------------------- | ------------------ |
| Afrique du Sud (Springbok Radio)       | 2                  |
| Allemagne (GfK Entertainment)          | 2                  |
| Australie (Kent Music Report)          | 1                  |
| Autriche (Ö3 Austria Top 40)           | 3                  |
| Belgique (Flandre Ultratop 50 Singles) | 2                  |
| Canada (RPM 100 Singles)               | 1                  |
| États-Unis (Billboard Hot 100)         | 3                  |
| France (SNEP)                          | 1                  |
| Irlande (IRMA)                         | 3                  |
| Norvège (VG-lista)                     | 1                  |
| Nouvelle-Zélande (RMNZ)                | 4                  |
| Pays-Bas (Nederlandse Top 40)          | 3                  |
| Pays-Bas (Single Top 100)              | 5                  |
| Royaume-Uni (UK Singles Chart)         | 4                  |
| Suède (Sverigetopplistan)              | 1                  |
| Suisse (Schweizer Hitparade)           | 3                  |

## Certifications
| Pays              | Certification | Unités certifiées |
| ----------------- | ------------- | ----------------- |
| Canada (CRIA)     | Or            | 75 000            |
| États-Unis (RIAA) | Or            | 1 000 000         |
| France (SNEP)     | Platine       | 1 000 000         |
| Royaume-Uni (BPI) | Or            | 500 000           |

## Si tout s'arrête (Bonnie Tyler et Kareen Antonn)
Singles de Bonnie Tyler et Kareen Antonn
Si demain... (Turn Around)
(2003)
Si tout s'arrête est le deuxième duo entre Bonnie Tyler et Kareen Antonn après Si demain... (Turn Around), sorti en décembre 2003, également extrait de l'album Simply Believe.
Classements hebdomadaires
| Classement (2004)                       | Meilleure position |
| --------------------------------------- | ------------------ |
| Belgique (Wallonie Ultratop 50 Singles) | 7                  |
| France (SNEP)                           | 12                 |
| Suisse (Schweizer Hitparade)            | 25                 |

## Reprises et adaptations
La chanson a été reprise par d'autres artistes comme Ronnie Spector, Dave & Sugar, Juice Newton, Rod Stewart, Trick Pony, Arab Strap, Jill Johnson, et adaptée en plusieurs langues dont le français dès 1978 avec la chanteuse Eva, sous le titre Je m'en vais. Une adaptation en allemand sous le titre Laß mein knie, Joe interprétée par la chanteuse Wencke Myhre atteint la 16e place du classement des ventes en Allemagne en 1978. 